# Bozyurt, Nazilli
Bozyurt là một xã thuộc huyện Nazilli, tỉnh Aydın, Thổ Nhĩ Kỳ. Dân số thời điểm năm 2010 là 1.539 người.